# The New England Journal of Medicine
The New England Journal of Medicine (abreviat sovint en cites bibliogràfiques N. Engl. J. Med. o NEJM) és una revista mèdica d'anàlisi en anglès. És publicada per la Massachusetts Medical Society. Es descriu com la més antiga revista mèdica publicada amb regularitat al món.